# Habrochloa
Habrochloa és un gènere de plantes de la família de les poàcies, ordre de les poals, subclasse de les commelínides, classe de les liliòpsides, divisió dels magnoliofitins.
És originària de l'est de l'Àfrica

## Taxonomia
- Habrochloa bullockii C.E. Hubb